# Montagne di Toulx-Sainte-Croix
Le montagne di Toulx-Sainte-Croix sono un piccolo massiccio nel Massiccio Centrale, a nord delle montagne marchigiane, situato a nord del dipartimento della Creuse, a sud di Boussac.
Culminando a 656 metri all'estremità orientale, la loro altitudine scende gradualmente da est a ovest, per svenire sopra le gole di Anzême, sul fiume Creuse.
Il massiccio si estende principalmente sui comuni di Toulx-Sainte-Croix e Saint-Silvain-sous-Toulx, in misura minore quelli di Saint-Silvain-Bas-le-Roc, Domeyrot e Clugnat.